# Olivier Halanzier-Dufresnoy

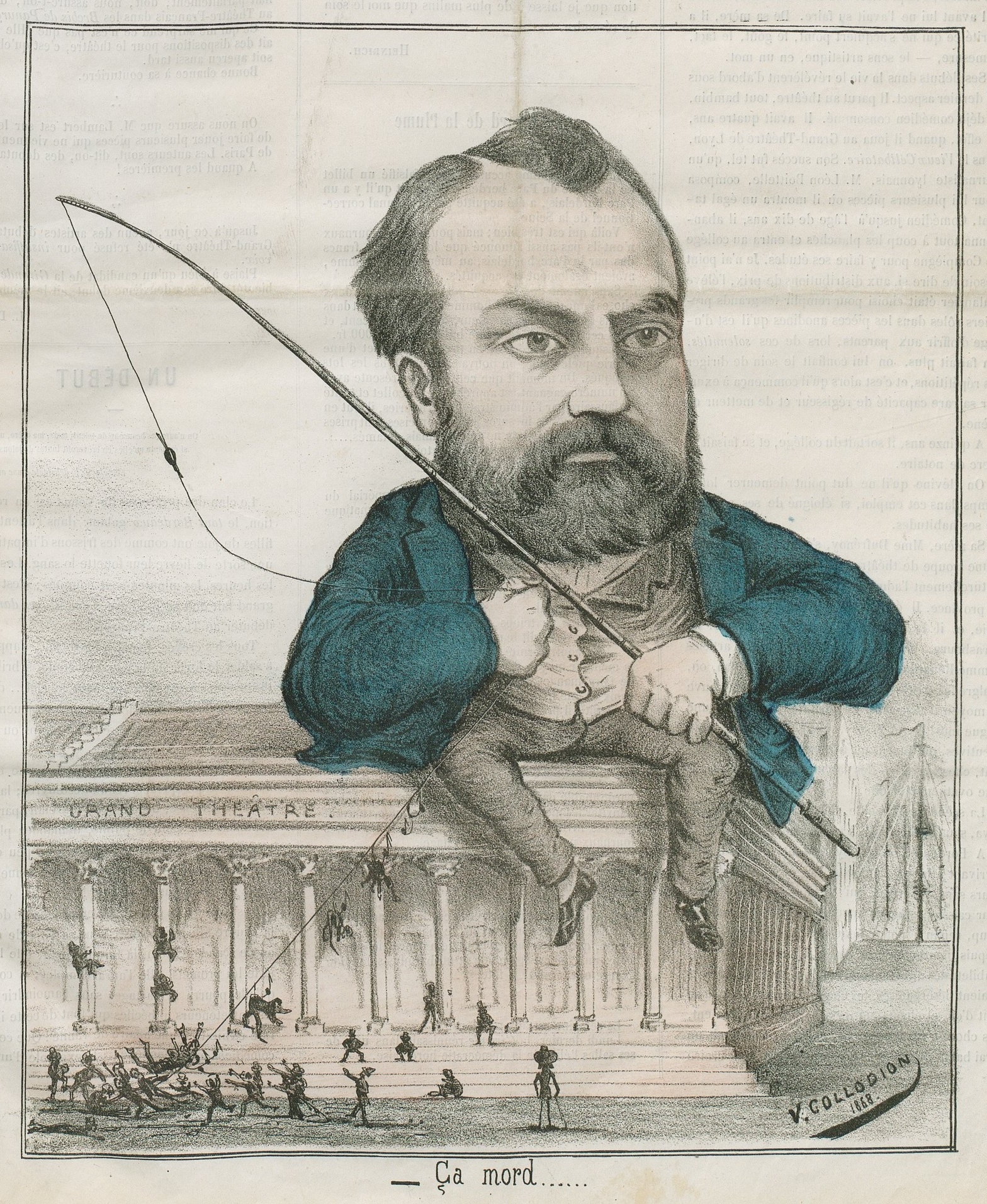
Caricature d'Olivier Halanzier-Dufresnoy, directeur du Grand Théâtre de Bordeaux, par Collodion (Le Gaulois, 24 octobre 1868).

Hyacinthe Olivier Henri Halanzier-Dufresnoy, né le 11 décembre 1819 à et mort le 28 décembre 1896 avenue Kléber à Paris, est un directeur de l'opéra de Paris

## Famille
Il épouse Marie Louise Laffite-Singier,. 

## Écrits
- Olivier Halanzier-Dufresnoy, Exposé de ma gestion de l'Opéra : 1871-1875, Paris, A. Chaix, 1875, 18 p. (lire en ligne)

## Décorations
Officier de la Légion d'honneur, chevalier en août 1870, puis officier en 1878